# Орлово (Армізонський район)
Орло́во (рос. Орлово) — село у складі Армізонського району Тюменської області, Росія.
Населення — 524 особи (2010, 637 у 2002).
Національний склад станом на 2002 рік:
- росіяни — 92 %